# 1504
1504 (MDIV) je bilo prestopno leto, ki se je po julijanskem koledarju začelo na ponedeljek.

## Dogodki
- indijski mogul Babur zavzame Kabul.

## Rojstva
- 17. januar - papež Pij V., († 1572)

Neznan datum
- Hürrem Sultan, glavna in zakonita žena Sulejmana Veličastnega († 1558)

## Smrti
- 12. oktober - Ivan Korvin, slavonski herceg in hrvaški ban (* 1473)

Neznan datum
- Domenico Maria de Novara, italijanski astronom (* 1454)